# 骆介子
骆介子（1902年—1998年12月24日），男，湖北蕲春人，中国政治人物、社会活动家、学者，曾任国务院参事，中国国民党革命委员会中央委员会委员、监察委员会委员。